# Bagadània
Bagadània (en llatí Bagadania, en grec antic Βαγαδανία) era una gran plana elevada de la Capadòcia a la base del Taure i sud-est de l'Argeos. Era una regió freda, on amb prou feines es poden cultivar arbres fruiters, segons diu Estrabó. Els seus habitants eren sobretot pastors.
El seu nom apareix també com a Gabadània però segurament és un error de transcripció.